# Mount Parviainen
Mount Parviainen är ett berg i Antarktis. Det ligger i Östantarktis. Australien gör anspråk på området. Toppen på Mount Parviainen är 579 meter över havet.
Terrängen runt Mount Parviainen är kuperad åt sydost, men åt nordväst är den platt. Trakten är obefolkad. Det finns inga samhällen i närheten.